# Laophonte farrani
Laophonte farrani är en kräftdjursart som beskrevs av K. M. Roe 1958. Laophonte farrani ingår i släktet Laophonte och familjen Laophontidae. Inga underarter finns listade i Catalogue of Life.